# Festucula lawrencei
Festucula lawrencei là một loài nhện trong họ Salticidae.
Loài này thuộc chi Festucula. Festucula lawrencei được Roger de Lessert miêu tả năm 1933.